# Μ20 (イオンエンジン)
μ20（ミュートゥエンティ、ミューにじゅう）は宇宙航空研究開発機構宇宙科学研究本部(ISAS/JAXA)が開発しているイオンエンジンである。

## 概要
はやぶさに使用されたμ10をもとに2倍に大口径化したもので、μ10の約3倍の推力をもつ。はやぶさ以降の大規模な小天体探査機を想定して2000年（平成12年）から開発が開始され、2008年（平成20年）1月からは長時間運転試験を行っている。
μ10と同様に4.25GHzのマイクロ波を用いた電子サイクロトロン共鳴(ECR)放電によってキセノンをプラズマ化、三重のグリッドによって電圧を印加し加速し放出するという構造を持つ。

## 仕様
- タイプ：イオンエンジン/無電極プラズマ推進器（英語版）
- 推進剤：キセノン
- 推力：30mN
- 比推力：〜3,400s可変
- イオンビーム口径：200mm
- ビーム電圧：1.3kV
- ビーム電流：540mA
- アクセル電圧：-150V
- マイクロ波電力：100W
- イオン生成コスト：185W/A
- 推力電力比：28mN/kW
- 推進剤利用効率：0.74
- 設計寿命：25,000時間

## 採用宇宙機
- DESTINY - 小型科学衛星3号機での実現を目指す、将来の深宇宙探査の先端技術実証・実験工学実験機として1基搭載予定していた
- SOLAR-D  - 黄道面脱出用の主推進機として6基搭載予定
- はやぶさMk2/マルコ・ポーロ - 主推進機として5基搭載予定